# 1886 en photographie
| Années de la photographie : 1883 - 1884 - 1885 - 1886 - 1887 - 1888 - 1889    |
| Décennies de la photographie : 1850 - 1860 - 1870 - 1880 - 1890 - 1900 - 1910 |

Cet article présente les faits marquants de l'année 1886 en photographie.

## Événements

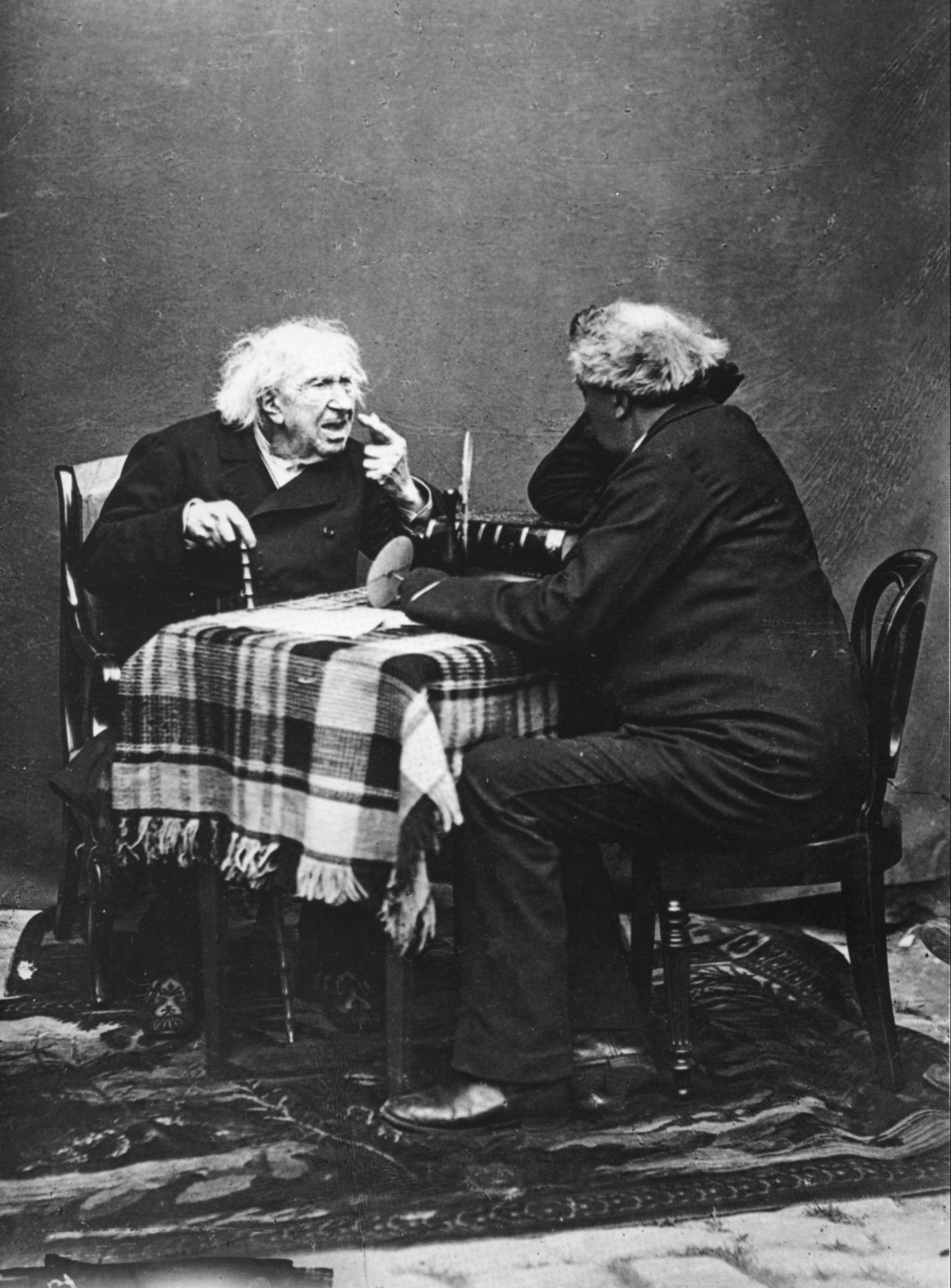
Paul Nadar, Chevreul et Nadar, 31 août.

- 31 août - 5 septembre : pour le centenaire du chimiste Michel-Eugène Chevreul, dont la loi du contraste simultané des couleurs énoncée en 1839 a eu une influence considérable pour les peintres et les photographes, Nadar organise trois séances d'entretien avec Chevreul, enregistré en sténographie et photographié par son fils Paul Nadar qui réalise une centaine de photographies[1]. La Conversation entre M. Nadar et M. Chevreul le jour de son centième anniversaire est publiée le 5 septembre dans Le Journal illustré : il s'agit du premier interview illustré par la photographie[2].
- Carl Paul Goerz fonde à Berlin la société Goerz, fabriquant des appareils photographiques et des objectifs.
- Les frères William et Thomas Smithies Taylor fondent à Leicester Cooke Optics, une entreprise de fabrication d'objectifs photographiques.
- Le gouverneur de Tahiti Isidore Chessé offre une photographie du roi Pōmare V, réalisée par Sophia Hoare, photographe officielle de la cour à la Société de géographie à Paris[3].

## Livres de photographies

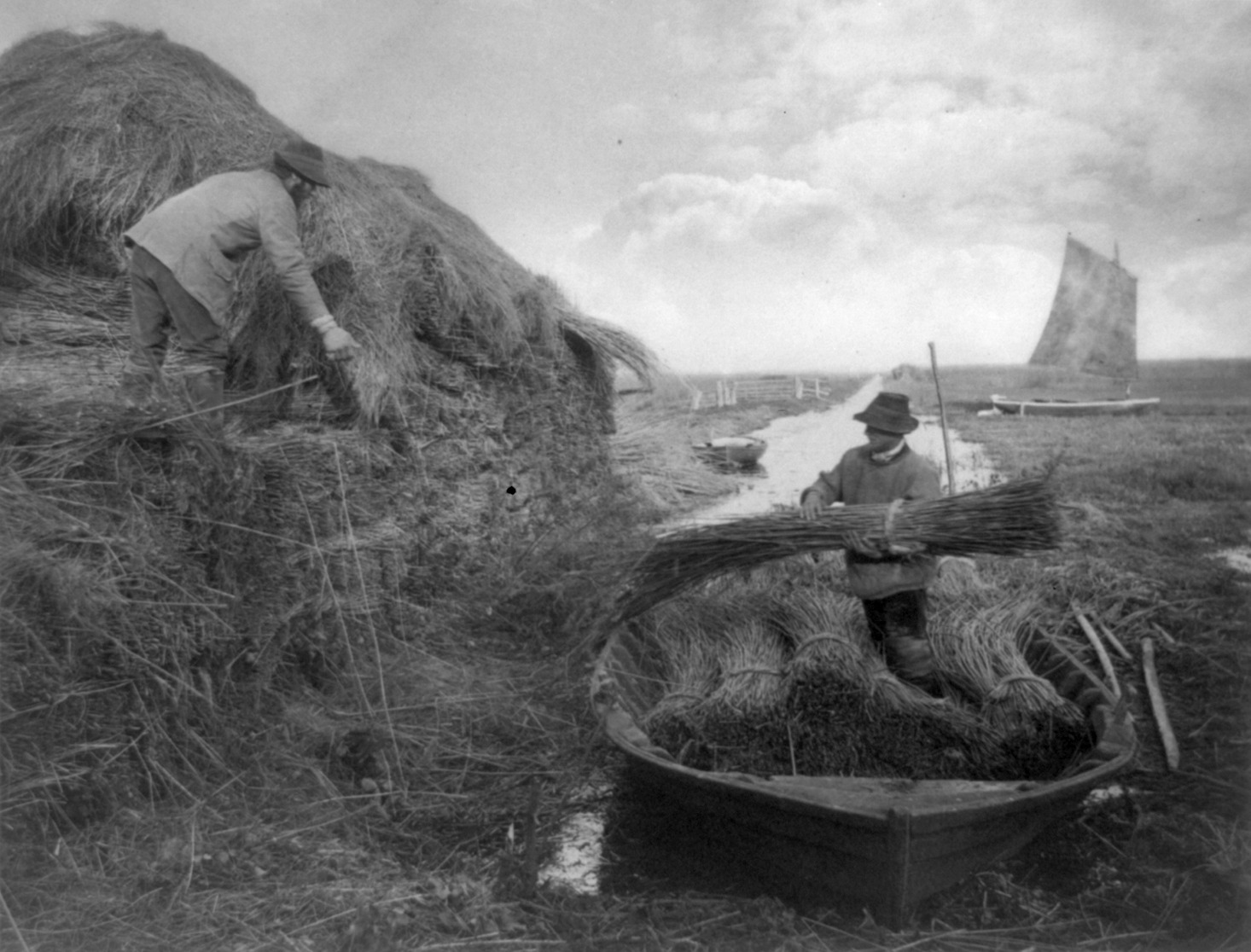
Peter Henry Emerson, Deux hommes chargeant des roseaux sur un bateau, planche 27 de Life and landscape on the Norfolk Broads.

- Peter Henry Emerson publie à Londres son premier livre photographique, Life and Landscape on the Norfolk Broads, ainsi qu'un article manifeste : Photography: a pictorial art qui défend la légitimité artistique de la photographie ; l'expression « a pictorial art » va donner son nom en français au mouvement du pictorialisme[4].

- juillet : 
  - l'aérostier Gaston Tissandier, qui a réalisé avec son frère Albert une série de photographies aériennes dans la région parisienne, publie La Photographie en ballon, Paris, Gauthier-Villars, 53 p. (lire en ligne), « avec une épreuve photoglyptique du cliché obtenu par MM. Gaston Tissandier et Jacques Ducom, à 600 mètres au-dessus de l'ile Saint-Louis ».
  - un article d'Édouard Maurel, « Une mission scientifique au Cambodge », publié à Paris dans La Revue scientifique, est illustré de 22 photogravures d'après des photographies d'Émile Gsell (En ligne sur Gallica).

## Études, essais articles
- Albert Londe, La Photographie instantanée, théorie et pratique, Paris, Gauthier-Villars, VII-147 p. (lire en ligne)[5].
- Henry Peach Robinson (trad. Hector Colard), La photographie en plein air : comment le photographe devient un artiste, Paris, Gauthier-Villars et fils, 1886 [réédition en 1889], 2 vol. (lire en ligne).

## Naissances
- 1er janvier : Frantz Adam, psychiatre français, qui a photographié la Première Guerre mondiale dans les tranchées en tant que soldat, mort le 18 décembre 1968.
- 18 janvier : Alexandre Drankov, photographe, producteur de cinéma et cinéaste russe, mort le 3 janvier 1949.
- 24 mars : Edward Weston, photographe américain, cofondateur en 1932 du Groupe f/64, mort le 1er janvier 1958.
- 28 avril : Erich Salomon, photographe et photo-journaliste allemand, mort le 7 juillet 1944.
- 8 mai : Albert Arthur Allen, photographe et cinéaste américain, mort le 25 janvier 1962.
- 6 juin : Raoul Berthelé, ingénieur chimiste et photographe amateur français, mort le 22 décembre 1918.
- 13 juin : Elizabeth Buehrmann (en), photographe américaine, pionnière de la prise de vue pour les portraits dans la demeure du modèle plutôt qu'en studio, morte en mars 1965.
- 29 juin : James Van Der Zee, photographe américain, mort le 15 mai 1983.
- 12 juillet : Raoul Hausmann, plasticien et photographe autrichien, actif en Allemagne et en France, mort le 1er juillet 1971.
- 2 août : José Ortiz Echagüe, ingénieur militaire, pilote et photographe espagnol, mort le 7 septembre 1980.
- 16 octobre : Armin Wegner, officier sanitaire allemand, photographe et militant des droits de l'homme, mort le 17 mai 1978.
- 29 octobre : Martin Gusinde, prêtre catholique autrichien, missionnaire, anthropologue et photographe, mort le 10 octobre ou le 18 octobre 1969.
- 9 novembre : Giuseppe Enrie, photographe italien, qui a pris en 1931 les seconds clichés officiels du suaire de Turin aprsè ceux pris en 1898, mort le 11 novembre 1961.
- Date précise inconnue ou non renseignée :
  - Goroku Amemiya, photographe japonais, mort en 1972.

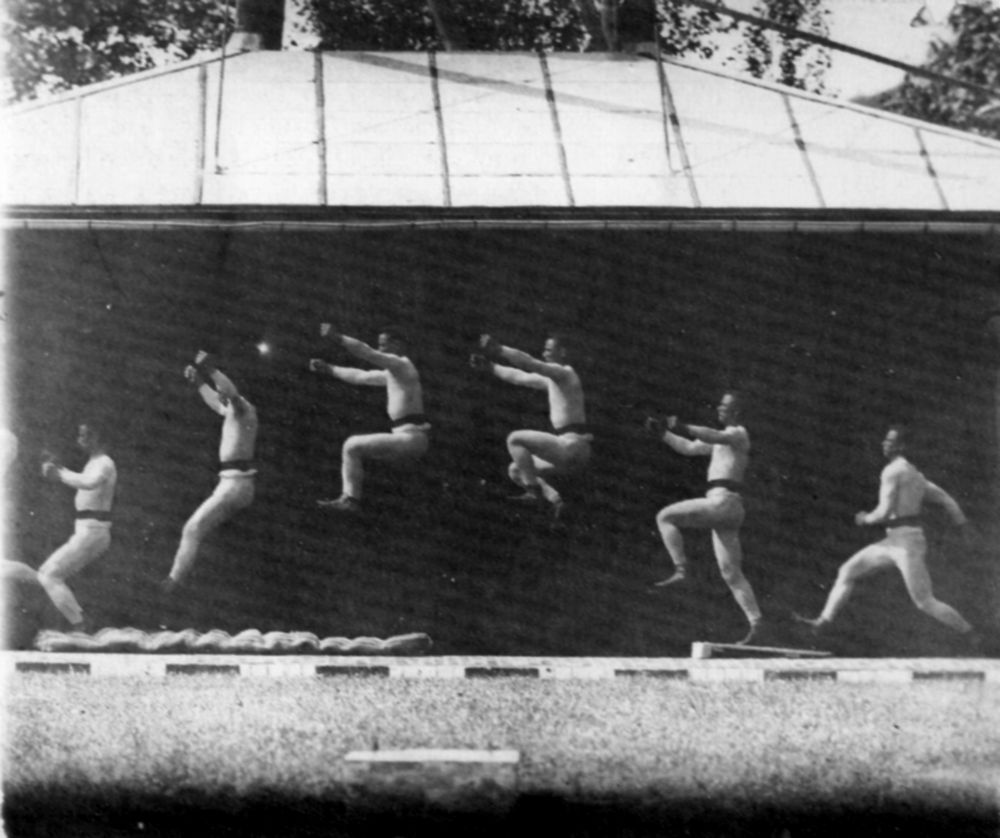
Étienne-Jules Marey, Étude d'un saut en longueur.

## Décès
- 27 janvier : Alexandre Feulard, peintre et photographe français, né le 22 février 1813.
- 5 mai : Joseph Albert, photographe allemand, inventeur en technique photographique, né le 5 mars 1825.
- 21 juin : Hugh Welch Diamond, psychiatre, polymathe et photographe, l'un des fondateurs de la Royal Photographic Society, né en 1808 ou 1809.
- 25 juin : Pascal Sébah, photographe de l'Empire ottoman, né en 1823.
- 28 août : Charles Soulier, photographe français, propriétaire d'une agence de photos stéréoscopiques, né le 26 novembre 1816.
- 24 septembre : Jules Duboscq, ingénieur-opticien et photographe français, né le 5 mars 1817.
- 22 octobre : Pierre Rossier, photographe suisse, né le 16 juillet 1829.
- 10 novembre : William Henry Silvester, photographe britannique, né le 15 septembre 1814.
- 14 novembre : Jean Laurent, photographe français actif en Espagne, né le 23 juillet 1816.